# Giacinto Facchetti
Giacinto Facchetti (18. červenec 1942, Treviglio, Italské království – 4. září 2006, Milán, Itálie) byl italský fotbalista a fotbalový funkcionář. Hrával na pozici levého obránce.
Celou svou 18 letou kariéru spojil s Interem, jehož byl hráčem v letech 1960 až 1978. Odehrál celkem 634 utkání a vstřelil 75 branek. V klubu v letech 2004 až 2006 zastával funkci prezidenta klubu. Za Nerazzurri vyhrál celkem devět trofejí. Získal čtyři tituly v lize (1962/63, 1964/65, 1965/66, 1970/71), jednou získal Italský pohár (1977/78), dvě vítězství v poháru PMEZ (1963/64, 1964/65) a o Interkontinentální pohár (1964, 1965).
Za italskou reprezentací hrál 14 let a jako kapitán se stal mistrem Evropy roku 1968 a také získal stříbrnou medaili na MS 1970. Hrál i na světových šampionátech v Anglii 1966 a v Německu 1974. Celkem za národní tým odehrál 94 utkání, v nichž vstřelil 3 branky.
Je považován za inovátora v roli obránce, který rád útočil  a také je považován za jednoho z nejlepších hráčů v Italského fotbalu. 
V anketě Zlatý míč, která hledala nejlepšího fotbalistu Evropy, se roku 1965 umístil na druhém místě a roku 1968 na pátém. Pelé ho roku 2004 zařadil mezi 125 nejlepších žijících fotbalistů světa.
Po ukončení hráčské kariéry se stal viceprezidentem Atalanty. V roce 1985 se vrátil do Interu, kde působil jako generální manažer a poté sportovní ředitel. V roce 2004 se stal do své smrti v roce 2006 prezidentem klubu.

## Hráčská statistika
| Sezóna  | Klub   | Liga    | Liga   | Liga | Ligové poháry | Ligové poháry | Ligové poháry | Kontinentální poháry | Kontinentální poháry | Kontinentální poháry | Celkem | Celkem |
| Sezóna  | Klub   | Soutěž  | Zápasy | Góly | Soutěž        | Zápasy        | Góly          | Soutěž               | Zápasy               | Góly                 | Zápasy | Góly   |
| ------- | ------ | ------- | ------ | ---- | ------------- | ------------- | ------------- | -------------------- | -------------------- | -------------------- | ------ | ------ |
| 1960/61 | Inter  | Serie A | 3      | 1    | IP            | 0             | 0             | Vel.P                | 1                    | 0                    | 4      | 1      |
| 1961/62 | Inter  | Serie A | 15     | 0    | IP            | 0             | 0             | Vel.P                | 6                    | 0                    | 21     | 0      |
| 1962/63 | Inter  | Serie A | 31     | 4    | IP            | 2             | 0             | -                    | 0                    | 0                    | 33     | 4      |
| 1963/64 | Inter  | Serie A | 33     | 4    | IP            | 0             | 0             | PMEZ                 | 9                    | 0                    | 42     | 4      |
| 1964/65 | Inter  | Serie A | 32     | 2    | IP            | 3             | 0             | PMEZ+Int.P           | 6+3                  | 1+0                  | 44     | 3      |
| 1965/66 | Inter  | Serie A | 32     | 10   | IP            | 1             | 0             | PMEZ+Int.P           | 5+2                  | 2+0                  | 40     | 12     |
| 1966/67 | Inter  | Serie A | 34     | 4    | IP            | 2             | 0             | PMEZ                 | 10                   | 2                    | 46     | 6      |
| 1967/68 | Inter  | Serie A | 28     | 7    | IP            | 9             | 2             | Int.                 | 0                    | 0                    | 37     | 9      |
| 1968/69 | Inter  | Serie A | 30     | 6    | IP            | 3             | 1             | -                    | 0                    | 0                    | 33     | 7      |
| 1969/70 | Inter  | Serie A | 28     | 5    | IP            | 6             | 1             | Vel.P                | 8                    | 0                    | 42     | 6      |
| 1970/71 | Inter  | Serie A | 30     | 5    | IP            | 3             | 0             | Vel.P                | 2                    | 0                    | 35     | 5      |
| 1971/72 | Inter  | Serie A | 27     | 4    | IP            | 8             | 1             | PMEZ                 | 9                    | 1                    | 44     | 6      |
| 1972/73 | Inter  | Serie A | 29     | 1    | IP            | 10            | 3             | UEFA                 | 5                    | 0                    | 44     | 4      |
| 1973/74 | Inter  | Serie A | 28     | 2    | IP            | 7             | 0             | UEFA                 | 2                    | 0                    | 37     | 2      |
| 1974/75 | Inter  | Serie A | 23     | 0    | IP            | 8             | 1             | UEFA                 | 3                    | 0                    | 34     | 1      |
| 1975/76 | Inter  | Serie A | 28     | 3    | IP            | 10            | 0             | -                    | 0                    | 0                    | 38     | 3      |
| 1976/77 | Inter  | Serie A | 27     | 1    | IP            | 9             | 1             | UEFA                 | 1                    | 0                    | 37     | 2      |
| 1977/78 | Inter  | Serie A | 18     | 0    | IP            | 4             | 0             | UEFA                 | 1                    | 0                    | 23     | 0      |
| Celkem  | Celkem | Celkem  | 476    | 59   | -             | 85            | 10            | -                    | 73                   | 6                    | 634    | 75     |

## Reprezentační kariéra

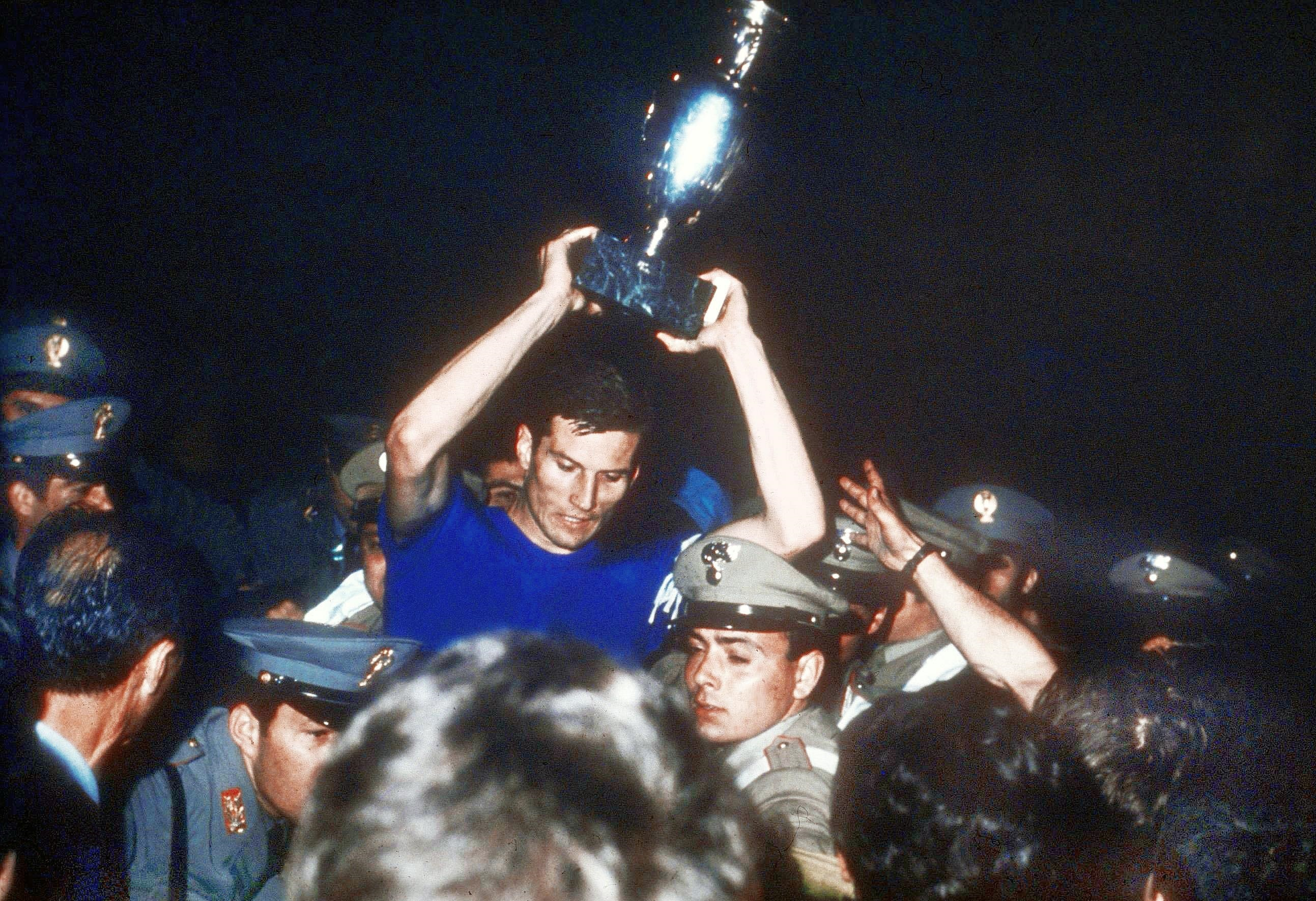
Mistr ME 1968.

První utkání za reprezentaci odehrál ve 20 letech 27. března 1963 proti Turecku (1:0). Hrál na MS 1966 a od roku 1967 se stal kapitánem mužstva, který dovedl k zlaté medaili na ME 1968. Poté byl nominován do stříbrného šampionátu MS 1970. Poslední utkání odehrál 16. listopadu 1977 v Anglii (0:2). Na MS 1978 měl odcestovat, jenže na svou žádost se rozhodl, že turnaj neodehraje. A tak odehrál 94 utkání a vstřelil 3 branky, což bylo v té době nejvíce v historii u Azzurri. S Burgnichem vytvořil nejdéle žijící obranné duo v historii národního týmu: jedenáct let, od roku 1963 do roku 1974; dohromady odehráli 58 zápasů. Byl také nejdéle žijícím kapitánem národního týmu (jedenáct let, od roku 1966 do roku 1977) a prvním hráčem Azzurri, který hrál dvě po sobě jdoucí MS jako kapitán (MS 1970 a MS 1974).

### Statistika na velkých turnajích
| Reprezentace | Rok     | Zápasy             | Zápasy | Zápasy        | Zápasy           | Zápasy           | Zápasy       |
| Reprezentace | Rok     | Fáze turnaje       | Datum  | Soupeř        | Odehraných minut | Vstřelené branky | Výsledek     |
| ------------ | ------- | ------------------ | ------ | ------------- | ---------------- | ---------------- | ------------ |
| Itálie       | MS 1966 | 1 zápas ve skupině | 13. 7. | Chile         | 90               | 0                | 2:0          |
| Itálie       | MS 1966 | 2 zápas ve skupině | 16. 7. | Sovětský svaz | 90               | 0                | 0:1          |
| Itálie       | MS 1966 | 3 zápas ve skupině | 19. 7. | Severní Korea | 90               | 0                | 0:1          |
| Itálie       | ME 1968 | Semifinále         | 5. 6.  | Sovětský svaz | 120              | 0                | 0:0          |
| Itálie       | ME 1968 | Finále č.1         | 8. 6.  | Jugoslávie    | 120              | 0                | 1:1          |
| Itálie       | ME 1968 | Finále č.2         | 1. 6.  | Jugoslávie    | 90               | 0                | 2:0          |
| Itálie       | MS 1970 | 1 zápas ve skupině | 3. 6.  | Švédsko       | 90               | 0                | 1:0          |
| Itálie       | MS 1970 | 2 zápas ve skupině | 6. 6.  | Uruguay       | 90               | 0                | 0:0          |
| Itálie       | MS 1970 | 3 zápas ve skupině | 11. 6. | Izrael        | 90               | 0                | 0:0          |
| Itálie       | MS 1970 | Čtvrtfinále        | 14. 6. | Mexiko        | 90               | 0                | 4:1          |
| Itálie       | MS 1970 | Semifinále         | 17. 6. | NSR           | 120              | 0                | 4:3 v prodl. |
| Itálie       | MS 1970 | Finále             | 21. 6. | Brazílie      | 90               | 0                | 1:4          |
| Itálie       | MS 1974 | 1 zápas ve skupině | 15. 6. | Haiti         | 90               | 0                | 3:1          |
| Itálie       | MS 1974 | 2 zápas ve skupině | 19. 6. | Argentina     | 90               | 0                | 1:1          |
| Itálie       | MS 1974 | 3 zápas ve skupině | 23. 6. | Polsko        | 90               | 0                | 1:2          |

## Hráčské úspěchy

### Klubové
- 4× vítěz italské ligy (1962/63, 1964/65, 1965/66, 1970/71)
- 1× vítěz italského poháru (1977/78)
- 2× vítěz poháru PMEZ (1963/64, 1964/65)
- 2× vítěz Interkontinentálního poháru (1964, 1965)

### Reprezentační
- 3× na MS (1966, 1970 - stříbro, 1974)
- 1× na ME (1968 - zlato)

### Individuální
- All Stars team MS (1970)
- člen FIFA 100 (2004)
- člen Golden Foot (2006)
- člen FIFA Presidential Award (2006)
- člen Síně slávy Italského fotbalu (2015)
- kandidát na Zlatý míč – nejlepší tým (4. místo v roce 2020)